# Anjel Lertxundi

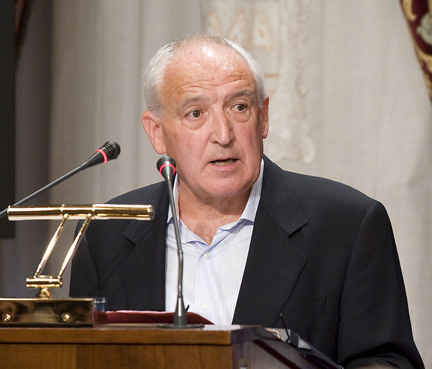
Anjel Lertxundi

Anjel Lertxundi (* 5. März 1948 in Orio, Gipuzkoa) ist ein baskischer Schriftsteller.

## Leben
Anjel Lertxundi erhielt als Autor mehrere Preise, arbeitet zudem als Dozent und Journalist und ist Mitbegründer des Baskischen Schriftstellerverbandes EIE. Er befasst sich mit der Neuschöpfung baskischer Worte, zum Beispiel für Begriffe aus der Welt des Internets.

## Bibliografie

### Kinder- und Jugendliteratur
- Portzelanazko irudiak 1981, Erein
- Tristeak kontsolatzeko makina 1981, Erein
- Gizon kabalen piurak 1982, Erein
- Artillero, dale fuego 1986, Erein
- Eskiatzaile herrenaren kasua 1988, Erein
- Estalaktita rockeroaren kasua 1988, Erein
- Kaxkajo bahituaren kasua 1988, Erein
- Paris de la France-ko pateen kasua 1988, Erein
- Alarguntsa sikodelikoaren kasua 1989, Erein
- Sardina ezpain gorriaren kasua 1989, Erein
- Peru eta Marixe, mila eta bat komerixe 1993, Erein
- Tresak eta kordelak 1993, Ayuntamiento de Zarauz
- Nire kuleroak 1999, Elkar
- Muxubero, mon amour 2000, Elkar

### Kurzgeschichten
- Hunik arrats artean 1970, Lur
- Ajea du Urturik 1971, Gero Mensajero
- Goiko kale 1973, Gero Mensajero
- Aise eman zidan eskua 1980, Erein
- Urtero da aurten 1984, Erein
- Lurrak berdinduko nau 1990, Erein
- Piztiaren izena 1995, Alberdania

### Romane
- Hamaseigarrenean, aidanez 1983, Erein
- Tobacco days 1987, Erein
- Carla 1989, Erein
- Kapitain frakasa 1991, Erein
- Otto Pette (Hilean bizian bezala) 1994, Alberdania
- Azkenaz beste 1996, Alberdania
- Argizariaren egunak 1998, Alberdania
- Lehorreko koadernoa 1998, Alberdania
- Zorion perfektua 2002, Alberdania
- Konpainia noblean 2004, Alberdania
- Ihes betea 2006, Alberdania

### Essays
- Gaurko literatura 1968, Seminario de San Sebastián.
- Pio Baroja 1972, Gero Mensajero
- Xabier Lizardi, olerkari eta prosista 1974, Jakin
- Haur literaturaz 1982, Erein
- Letrak kalekantoitik 1996, Alberdania
- Munduaren neurriak 1998, BBK e Ikeder
- Gogoa zubi 1999, Alberdania
- Muga-mugako zirriborroak (Edo pipiñoen kanpaina baten lehendabiziko zirriborroak) 1999, KM
- Mentura dugun artean 2001, Alberdania.

### Übersetzungen
- Urrezko Astoa; Luzio Apuleio (el asno de oro) 1996, Ibaizábal

### Reisebücher
- Italia, bizitza lanbide 2004, Alberdania / Berria

### Biografien
- Martin Ugalde, leialtasun baten historia 1997, Ayuntamiento de Andoain.

### Übersetzungen ins Spanische
- Línea de fuga (Ihes Betea)
- Una final para Nora, 1999, Alfaguara
- La felicidad perfecta (Zorion perfektua)
- Las últimas sombras (Otto Pette), 2007, Alba

### Übersetzungen ins Deutsche
- Domingos letzte Wette, 2008, Pahl-Rugenstein